# Halster (maat)
Een halster is een oude inhoudsmaat in Vlaanderen. Het woord is een samentrekking van 'halve sister', wat verwijst naar de inhoudsmaat sister.
Een halster stond over het algemeen gelijk aan 1/12 deel van een mud, behalve in het kwartier Leuven van het Hertogdom Brabant. Daar stond een halster gelijk aan 1/8 deel van een mud.